# Бороздиновська
Бороздиновська (рос. Бороздиновская) — станиця у Шелковському районі Чечні Російської Федерації.
Населення становить 649 осіб (2019). Входить до складу муніципального утворення Бороздиновське сільське поселення.

## Історія
Згідно із законом від 14 липня 2008 року органом місцевого самоврядування є Бороздиновське сільське поселення.

## Населення
| 1878 | 1883 | 1926 | 1990  | 2002  | 2009  | 2010 |
| ---- | ---- | ---- | ----- | ----- | ----- | ---- |
| 852  | ↘834 | ↘733 | ↗1315 | ↘1172 | ↘1116 | ↘551 |
| 2012 | 2013 | 2014 | 2015  | 2016  | 2017  | 2018 |
| ↗628 | →628 | ↗639 | ↗650  | ↗658  | ↘651  | →651 |
| 2019 |      |      |       |       |       |      |
| ↘649 |      |      |       |       |       |      |